# كورت ويلكينسون
كورت ويلكينسون (14 أغسطس 1981 - )  (بالإنجليزية: Kurt Wilkinson)‏ هو لاعب كريكت باربادوسي.